# Байоль, Эли
Эли́ Байо́ль (фр. Elie Marcel Bayol, 28 февраля 1914, Марсель — 25 мая 1995, Ла-Сьота) — французский автогонщик, выступавший в Формуле-1 в 1952—1956 годах. За пять лет принял участие в восьми Гран-при, финишировав лишь дважды. Занял 5 место в Гран-при Аргентины 1954 года, тем самым получив два очка в зачёт чемпионата мира. В 1955 году на тренировках перед гонкой  в Ле-Мане попал в аварию и получил тяжёлые травмы головы, вследствие чего вскоре завершил карьеру.

## Биография

### Начало карьеры
Уроженец Марселя, гоночную карьеру Байоль начал достаточно поздно даже для 50-х годов — в возрасте 36 лет. Первыми его автомобилями стали различные 500- и 750-кубовые DB-Panhard производства фирмы Дейча и Бонне. Выступая на них в гонках Формулы-2, а также в соревнованиях по подъему на холм, Эли достаточно быстро добился определенных успехов. Так, в 1950 он выступил в Ле-Мане за заводскую команду в паре с самим Рене Бонне, где занял третье место в своем классе и 23-е в общем зачете. В 1951 году выступление в том же составе оказалось даже более успешным — второе место в классе и 21-е в общем зачете. В рядовых гонках результаты были чуть хуже — лучшим финишем оказалось четвёртое место в Кадуре.

### OSCA (1952-1953)
К сезону 1952 года Байоль заказал новый болид производства братьев Мазерати — OSCA 20, однако его изготовление затянулось аж до августа, из-за чего в гонках пришлось использовать спорткар OSCA MT4, модифицированный соответствующим образом. На таком автомобиле удалось финишировать четвёртым в По, пятым в Марселе и шестым на треке «Лак». После получения нового автомобиля, однако, улучшения результатов не случилось, более того — они оказались хуже. Удалось завоеватьь лишь седьмое место в Гран-при Боля, а в Гран-при Комменжа он и вовсе был дисквалифицирован. Лишь в конце сезона в Гран-при Модены удалось несколько улучшить ситуацию, финишировав шестым. В чемпионате Франции он занял лишь 13-е место с пятью очками. К тому же ещё и в Ле-Мане с привычным партнером Бонне добраться до финиша не удалось.
Подобная цепь неудачных выступлений не помешала Эли принять участие в чемпионате мира Формулы-1, который в том году проводился по техническим спецификациям Формулы-2. В Гран-при Италии конкуренция была весьма высока — по решению организаторов квалификация должна была отсеять аж девять гонщиков из 35, заявленных на гонку. Байоль не только справился с этим барьером, но и показал аж 10-е место на старте! Этот результат, как выяснится впоследствии, окажется для него лучшим в карьере стартом. В гонке его усилия пропали даром — уже на первом круге из строя вышла коробка передач и он сошёл.
Выступления продолжились и в 1953 году. Лучшим результатом того года оказалась победа в Экс-ле-Бене на трассе «Лак», одержанная в присутствии таких именитых гонщиков как Бера, Маклин, Коллинз, Шелл, Тринтиньян и Граффенрид. В По он, как и годом ранее, стал четвёртым, а в Альби завоевал поул — но не смог превратить его в какой-нибо результат. В гонках Гран-при он квалифицировался во Франции и в Италии на высоких 15-м и 13-м местах соответственно, но оба раза сошёл из-за ненадежного двигателя. В Швейцарии же он выступал в тренировках, но старт так и не вышел. В Ле-Мане на этот раз он выступал на Talbot Lago T26GC вместе с Луи Розье, но как и годом ранее, не финишировал.

### Gordini (1954-1956)
В 1954 году Байоль получил от Амедео Гордини приглашение выступить вместе с Жаном Бера за заводскую команду Gordini — вероятно из-за отличных квалификационных результатов. Дебют на первой гонке в Аргентине получился что надо — финишировав пятым, Эли получил два очка в зачет чемпионата. Далее результаты были вроде бы тоже не плохи — уже традиционное четвёртое место в По и пятое в Бордо, однако в последнем соревновании Байоль проигнорировал приказ из боксов, требовавший передать автомобиль лидеру команды Бера — за что и был немедленно уволен донельзя расстроенным Амедео. В Ле-Мане же он финишировал 10-м, вернувшись к сотрудничеству с Рене Бонне.
К началу 1955 сезона француз принес извинения Амедео Гордини, после чего был восстановлен в должности. В По на этот раз он сошёл, равно как и в Бордо, а в Альби у него развалилась подвеска. В Гран-при Аргентины и Монако он также сошёл. Наполненный авариями и техническими неполадками год закончился для него и вовсе катастрофой — на тренировке перед Ле-Маном он разбил машину и получил тяжелейшие травмы головы. К счастью, ему удалось достаточно быстро и при этом полностью восстановиться, так что через год он вновь оказался на трассе. В Гран-при Монако он завоевал шестое место, правда, совместное — чуть ранее середины дистанции он передал управление машиной Андре Пиллетту. Также он пару раз участвовал в гонках спорткаров, финишировав в «12 часах Реймса» шестым в паре с Нано да Силва Рамосом. Вместе с тем же партнером он участвовал также и в «1000 километрах Парижа», но до финиша он не добрался.
Несмотря на восстановление здоровья, прежней скорости уже не было, так что в конце года в возрасте 42 лет он закончил карьеру. Умер Эли Байоль в 1995 году.

## Результаты в Формуле-1
| Сезон | Команда        | Шасси           | Двигатель             | Ш | 1        | 2        | 3   | 4   | 5        | 6   | 7   | 8        | 9        | Место | Очки |
| ----- | -------------- | --------------- | --------------------- | - | -------- | -------- | --- | --- | -------- | --- | --- | -------- | -------- | ----- | ---- |
| 1952  | Elie Bayol     | OSCA 20         | OSCA Tipo 2000 2,0 L6 | P | ШВА      | 500      | БЕЛ | ФРА | ВЕЛ      | ГЕР | НИД | ИТА Сход |          | —     | 0    |
| 1953  | Elie Bayol     | OSCA 20         | OSCA Tipo 2000 2,0 L6 | P | АРГ      | 500      | НИД | БЕЛ | ФРА Сход | ВЕЛ | ГЕР | ШВА НС   |          | —     | 0    |
| 1953  | OSCA           | OSCA 20         | OSCA Tipo 2000 2,0 L6 | P |          |          |     |     |          |     |     |          | ИТА Сход | —     | 0    |
| 1954  | Equipe Gordini | Gordini Type 16 | Gordini 2,0 L6        | Е | АРГ 5    | 500      | БЕЛ | ФРА | ВЕЛ      | ГЕР | ШВА | ИТА      | ИСП      | 19    | 2    |
| 1955  | Equipe Gordini | Gordini Type 16 | Gordini 2,0 L6        | Е | АРГ Сход | МОН Сход | 500 | БЕЛ | НИД      | ВЕЛ | ИТА |          |          | —     | 0    |
| 1956  | Equipe Gordini | Gordini Type 32 | Gordini 2,5 L8        | Е | АРГ      | МОН 6    | 500 | БЕЛ | ФРА      | ВЕЛ | ГЕР | ИТА      |          | —     | 0    |